# استنلی (کارولینای شمالی)
استنلی (به انگلیسی: Stanley) شهری در ایالت کارولینای شمالی کشور ایالات متحده آمریکا است که جمعیت آن در سرشماری سال ۲۰۱۰ میلادی، ۳٬۵۵۶ نفر بوده‌است.